# T-Mobile US
T-Mobile US — великий оператор мобільного зв'язку Сполучених Штатів, мажоритарним власником якого є холдинг Deutsche Telekom, який станом на квітень 2023 року володіє контрольним (51,4%) пакетом акцій компанії. T-Mobile US є третім за розміром мобільним оператором у Сполучених Штатах, із 117,9 мільйонами абонентів на кінець третього кварталу 2023 року.
Штаб-квартира компанії знаходиться в місті Белв'ю, штат Вашингтон.